# Cintoia
Cintoia is een plaats (frazione) in de Italiaanse gemeente Greve in Chianti, provincie Florence.